# Vukan Nemanjić
Vukan Nemanjić (în sârbă Вукан Немањић, pronunțat [ʋǔkan ně̞maɲit͡ɕ]; n. 1165, Marele Principat Sârbesc – d. 1207, Doclea, Imperiul Roman de Răsărit) a fost Mare Prinț al Marelui Principat al Serbiei din 1202 până în 1204. A fost Marele Prinț de Pomorje (rege titular) din 1195 până la moartea sa. El era cel mai în vârstă (din cei trei frați), dar tatăl său Ștefan Nemanja l-a ales în schimb pe fratele său mai mic, Ștefan al II-lea Nemanjić, ca moștenitor, de îndată ce tatăl său a murit, el a complotat împotriva fratelui său, Ștefan al II-lea Nemanjić și a luat tronul cu forța, printr-o lovitură de stat cu ajutor din partea Regatului Ungariei. El a fost învins doi ani mai târziu și a fost grațiat de cel de-al treilea frate al său, care a devenit Sfântul Sava, și a continuat să stăpânească nepedepsit moșiile sale (apanaj) din ținutul Zeta.

## Viață
Vukan s-a născut ca fiul cel mai mare al Marelui Prinț sârb Ștefan Nemanja (domnie 1166-1196) și al soției sale Anastasija. Frații săi mai mici erau Ștefan Nemanjić și Rastko Nemanjić și mai avea două surori. 
Tatăl său a reușit să-și asigure independența față de Imperiul Bizantin după moartea împăratului Manuel I (1180), iar apoi a cucerit fiefurile tradiționale din Duklja, Travunija și Hum de pe coasta Adriatică. Nemanja îi dă lui Vukan, ca moștenitor aparent, conducerea ținuturilor cucerite, inclusiv Hvosno și Toplica în jurul anului 1190 și îl numește  Mare Prinț.
Într-o inscripție din 1195 din biserica Sf. Luca din Kotor, Vukan este menționat ca Regele de Duklja, Dalmația, Travunia, Toplica și Hvosno.

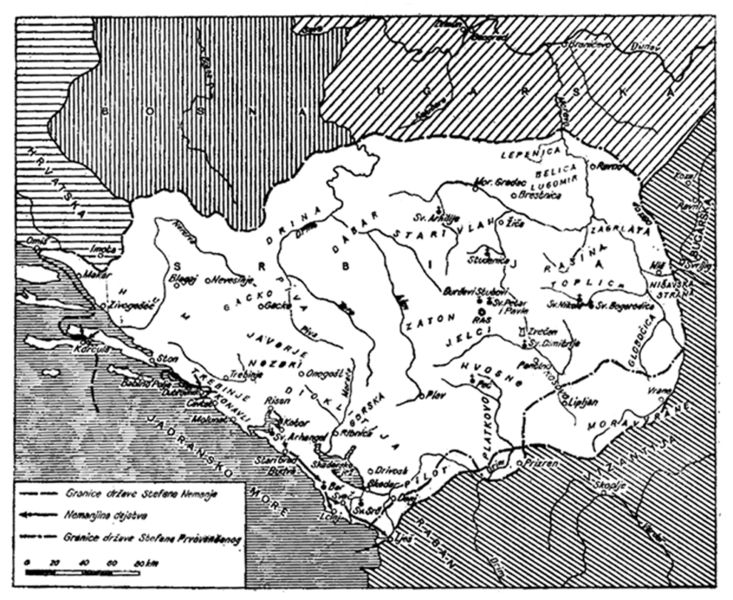
Nemanjić Serbia, 1150–1217

Cu toate că Vukan a fost fiul cel mai mare al lui Nemanja, acesta a preferat să-l vadă pe tronul sârb pe fratele său mai mic, Ștefan Nemanjić, mai ales pentru că Ștefan era căsătorit cu prințesa bizantină Eudocia Angelina, fiica împăratului Alexie al III-lea Angelos. Se pare că Vukan a reacționat la această schimbare succesorală, declarându-se rege de Duklja în 1195, probabil datorită relației familiei sale cu vechea casa regală din Duklja, care a fost scoasă din drepturi de tatăl său. Deși și-a asumat titlul regal, Vukan a continuat să recunoască autoritatea tatălui său, Nemanja. În 1196, la Consiliul de Stat, Nemanja a abdicat în favoarea lui Ștefan, iar Vukan a trebuit să-l recunoască pe fratele său ca noul conducător al Serbiei. După consiliu, Nemanja a devenit călugărul Simeon și s-a retras la mănăstirea sa Hilandar, de pe sfântul Munte Athos. Cât timp Nemanja a fost în viață, Vukan nu s-a opus guvernării lui Ștefan, dar de îndată ce Nemanja a murit în 1200, a început să plăniască împotriva lui pentru a deveni Mare Župan. El a găsit ajutor la regele maghiar Imre (1196-1204) care în acea perioadă a luptat împotriva celui de-al doilea imperiu bulgar (Țaratul Vlaho-Bulgar) și avea nevoie de ajutorul sârbilor. Cu ajutorul trupelor maghiare, în 1202, Vukan a reușit să-l răstoarne de la putere pe Stefan, care a fugit în Bulgaria, iar Vukan a fost lăsat să guverneze Serbia. Într-o inscripție care datează din 1202-1203, Vukan este intitulat Marele Župan Vukan, conducătorul tuturor țărilor sârbe, al Zetăi, orașelor maritime și al țării Nișava.
În schimbul ajutorului maghiar, Vukan a devenit vasal Ungariei și a promis că își va converti poporul la catolicism dacă Papa îi va da un titlu regal. Cu toate acestea, ca vasal maghiar, Vukan s-a implicat curând în conflictul acestora cu Bulgaria. În 1203, bulgarii au atacat Serbia și au cucerit partea de est a țării cu orașul Niš. În haosul care a urmat atacului bulgar și folosind împotriva sa apropierea lui Vukan de catolicism, Ștefan a reușit să se întoarcă în Serbia și să-l răstoarne de la putere pe Vukan în 1204 devenind din nou Mare župan. Prin intervenția celui de-al treilea frate, arhiepiscopul Sava, Ștefan l-a cruțat pe Vukan și i-a dat voie să conducă mai departe moșiile sale (apanajul) din Zeta (Duklja), unde și-a păstrat titlul de rege. El a fost menționat pentru ultima dată în cronicile scrise în 1207. Se crede că a murit la scurt timp, deoarece fiul său Đorđe este menționat ca rege în 1208. Până la sfârșitul vieții sale, Vukan Nemanjić a rămas catolic.

## Titluri
- "Mare Župan Vukan, conducătorul tuturor țărilor sârbe, al Zetăi, orașelor maritime și al țării Nišava"
- „Vukan, Rege [al ținuturilor] Duklja, Dalmatia, Travunia, Toplica and Hvosno” (Velcani, regis Dioclie, Dalmatie, Tribunie, Toplize et Cosme),1195

## Familie

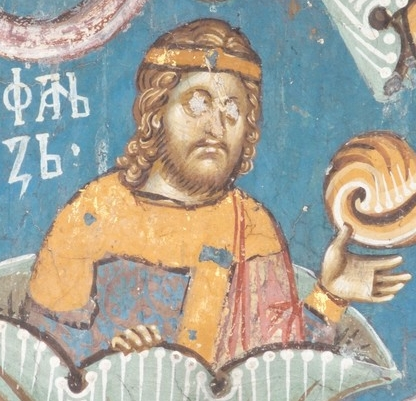
Stefan, Frescă din Mănăstirea Dečani

Vukan a avut cel puțin trei fii cu soția sa (este posibil ca această femeie să aparțină familiei conților de Segni, din aceeași familie din care face parte Inocențiu al III-lea): 
1. Dorđe care a deținut titlul de rege în 1208, dar a fost numai prinț în 1242
2. Ștefan care a fondat mănăstirea Morača în 1252
3. Dmitar (mai cunoscut prin numele său monahal David) care a întemeiat mănăstirea Davidovica și încă era în viață în 1286.[6]
4. Mladen (Bladinus) [7]

## În ficțiune
Actorul Nebojsa Glogovac interpretează rolul lui Vukan Nemanjic în serialul de televiziune din 2017, „Nemanjići - rađanje kraljevine” (Dinastia Nemanjić - Nașterea unui Rregat). Seria îl prezintă pe regele Ștefan Primul-încoronat ca principalul protagonist.